# Mỏ rộng Grauer
Mỏ rộng Grauer (tên khoa học: Pseudocalyptomena graueri) là một loài chim trong họ Eurylaimidae, đặc hữu của Uganda và Cộng hòa Dân chủ Congo.